# Miss Roraima BE Emotion 2019
Miss Roraima BE Emotion 2019 foi a 50ª edição do tradicional concurso de beleza feminino de Miss Roraima BE Emotion, válido para a disputa de Miss Brasil BE Emotion 2019, único caminho para o Miss Universo. A disputa teve a participação de dezesseis (16) candidatas e ocorreu no espaço de eventos "D'Rose", localizado na capital do Estado. A cerimônia foi organizada pelo jovem modelo, empresario e ex Mister Roraima  Paulo Silas Valente. A vencedora foi a representante de Pacaraima Natali Vitória sendo a primeira negra afrodescendente e também primeira Miss Pacaraima a conquistar o título, coroada por sua antecessora, Miss Roraima BE Emotion 2018 Marina Pimentel. 

## Resultados

### Colocações
| Posição                 | Município e candidata                                                                                        |
| Vencedora               | - Pacaraima - Natali Vitória                                                                                 |
| 2º. Lugar               | - São Luiz - Lana Cristina                                                                                   |
| 3º. Lugar               | - Alto Alegre - Andresa Silveira                                                                             |
| Finalistas              | - Amajari - Éryka Dias - Caroebe - Karoliny Sales - Monte Roraima - Paula Trindade                           |
| (TOP 10) Semifinalistas | - Iracema - Marcia Thaliane - Mucajaí - Aliny Schluckat - Normandia - Paula Melo - Caracaraí - Dayane Santos |

### Prêmios Especiais
A Miss BE Emotion foi escolhida pela beauty artist Rafaele Oliveira.
| Prêmio          | Município e candidata            |
| Miss Simpatia   | - Alto Alegre - Andresa Silveira |
| Miss Fotogenia  | - Pacaraima - Natali Vitória     |
| Miss BE Emotion | - São Luiz - Lana Cristina       |

## Candidatas

### Oficiais
Disputaram o título este ano:
| - Alto Alegre - Andresa Silveira - Amajari - Éryka Dias - Baliza - Amanda Gabrielly Manollo - Boa Vista - Caroline Maciel - Cantá - Vitória Reis - Caracaraí - Dayanne dos Santos | - Caroebe - Karoliny Sales - Iracema - Márcia Thaliane Rodrigues - Monte Roraima - Paula Trindade - Mucajaí - Aliny Schluckat - Normandia - Paula Melo | - Pacaraima - Natali Vitória - Rio Uraricoera - Bianca Daniela Pavon - São Luiz - Lana Cristina - Serra da Mocidade - Ana Caroline Silva - Uiramutã - Naharyme Mota |

## Jurados

### Técnico
Ajudaram a definir o Top 10 e 05:
1. Jhonatan Leite, empresário;
2. Tissyane Crispiano, instrutora de passarela;
3. Aline Rezende, Miss Roraima e Vice-Miss Brasil 1996;
4. Luany Mendes Catão, empresária;
5. Carolina Martins, nutricionista;